# Филатова, Ольга Александровна
Ольга Александровна Филатова (род. 1979, Рязань, РСФСР, СССР) — российский зоолог, доктор биологических наук, ведущий научный сотрудник кафедры зоологии позвоночных биологического факультета МГУ, лауреат премии имени И. И. Шувалова (2015). Лауреат премии Просветитель 2022 года за книгу «Облачно, возможны косатки». Заместитель председателя Правления Совета по морским млекопитающим. Участник Дальневосточного проекта по исследованию косаток (FEROP).
Занимается изучением акустической коммуникация млекопитающих, поведения китообразных. Этой же тематике были посвящены кандидатская диссертация «Акустический репертуар и вокальные диалекты косаток (Orcinus orca) акватории Восточной Камчатки и сопредельных территории» (2005) и докторская диссертация «Эволюция диалектов косаток северной части Тихого океана» (2015).
Ольга Филатова с 2000 года участвует в долгосрочном проекте FEROP (англ. Far East Russia Orca Project) по изучению дальневосточных косаток Каждое лето учёные и волонтёры исследуют Авачинский залив около побережья Камчатки, работают в Беринговом море в районе Командорских островов, на Чукотке, а с 2021 года и у берегов острова Кунашир. Полученные данные позволяют изучить поведенческие особенности и социальные связи морских животных. Ольга Филатова является научным руководителем Командорской экспедиции проекта. Помимо основных задач проекта она исследует вокальный репертуар и диалекты косаток северной части Тихого океана.

## Публикации
Ольга Филатова — автор множества книг, статей, лекций и докладов о китообразных.
Книги
- 2022 «Облачно, возможны косатки». Филатова О. А. (Издательство Альпина нон-фикшн, ISBN 978-5-00139-514-0, 464 с.)
- 2018 «Киты и дельфины»[13] Филатова О. А. (издательство Фитон XXI Москва, ISBN 978-5-906811-60-8, 168 с.)
- 2017 Атлас «Морские млекопитающие Российской Арктики и Дальнего Востока». Беликов С. Е., Бурканов В. Н., Варенцов М. И., Варенцова Н. А., Владимиров В. А., Глазов Д. М., Данилов М. Б., Евдокимов А. А., Загретдинова Д. Р., Илюшин Д. Г., Исаченко А. И., Корнев С. И., Кочи К. В., Кузнецова Д. М., Логецкая М. С., Светочев В. Н., Соловьева М. А., Трухин А. М., Удовик Д. А., Филатова О. А., Шпак О. В., Шулежко Т. С. (место издания ООО «Арктический Научный Центр» Москва, ISBN 979-5-9908796-7-6, 311 с.)
- 2009 Определитель по морским млекопитающим «Морские млекопитающие России». Бурдин А. М., Филатова О. А., Хойт Э. (место издания ОАО «Кировская областная типография» Киров, ISBN 978-5-88186-850-5, 208 с.)
- 2006 Каталог на русском и английском языках «Косатки восточного побережья Камчатки | The Killer Whales of Eastern Kamchatka»[14]
- Бурдин А. М., Хойт Э., Филатова О. А. (место издания Alaska Sealife Center Seward, ISBN 0-9785436-2-9, 157 с.)